# Augeshöhe

„Feuer in der Kimm“ (siehe links), Augeshöhe hier als h eingetragen

Als Augeshöhe (seltener: Augenhöhe; nach DIN 13312 mit Abkürzung Ah und Formelzeichen {\displaystyle h_{A}}) bezeichnet man in der nautischen Navigation – besonders in der terrestrischen und der astronomischen Navigation – den lotrechten Abstand des beobachtenden Auges eines Navigators von einer Bezugsfläche. Während diese an Land meist die Standfläche des Beobachters ist, ist dies auf Schiffen der Meeresspiegel.
Insbesondere in der Astronavigation fließt die Augeshöhe in zahlreiche Berechnungen ein.
Auf die Berechnung der Sichtbarkeit von Leuchttürmen wirkt sich neben der Höhe des Leuchtfeuers über dem Meeresspiegel auch die Höhe des Beobachters über dem Meeresspiegel aus. Je größer diese Augeshöhe, desto weiter entfernte Leuchttürme sind sichtbar. Verkleinert man die Augenhöhe, indem man z. B. in die Hocke geht, so kann ein Leuchtfeuer hinter dem Horizont verschwinden. Wenn die Feuerhöhe bekannt ist, so lässt sich aus der Augenhöhe und dem bekannten Erdradius die Entfernung zum Leuchtfeuer bestimmen. Das Verfahren dieser Entfernungsberechnung heißt in der Navigation auch „Feuer in der Kimm“, wobei Kimm der nautische Ausdruck für den sichtbaren Horizont ist.